# Slovenska republiška nogometna liga (1920/1921)
Slovenska republiška nogometna liga (1920/21) (słow. Slovenska republiška nogometna liga) – nieoficjalna 2. edycja najwyższych w hierarchii rozgrywek ligowych słoweńskiej klubowej piłki nożnej. Liga została zorganizowana przez Słoweński Związek Piłki Nożnej (Nogometna zveza Slovenije). Rozgrywki toczyły się w najpierw w trzech regionalnych grupach i występowało w nich 7 drużyn. Liga została podzielona na podregiony Celje, Lublana i Maribor. W półfinale spotkali się najlepsze zespoły z Celje i Mariboru. Finał był rozgrywany między poprzednimi zwycięzcami Iliriją a Athletikem. Pierwsze dwie gry zakończono remisem (4:4 i 1:1). Trzecia gra zakończyła się 7:2 dla Iliriji, która zdobyła drugi tytuł z rzędu.

## podregion Celje
|   | Klub     | M | Z | R | P | Pkt | Uwagi              |
| 1 | Athletik | 2 | 2 | 0 | 0 | 4   | Awans do półfinału |
| 2 | Celje    | 2 | 0 | 0 | 2 | 0   |                    |

## podregion Lublana
|   | Klub    | M | Z | R | P | Pkt | Uwagi           |
| 1 | Ilirija | 2 | 2 | 0 | 0 | 4   | Awans do finału |
| 2 | Svoboda | 2 | 0 | 0 | 2 | 0   |                 |

## podregion Maribor
|   | Klub           | M | Z | R | P | Pkt | Uwagi              |
| 1 | I. SSK Maribor | 2 | 2 | 0 | 0 | 4   | Awans do półfinału |
| 2 | Rapid          | 2 | 1 | 0 | 1 | 2   |                    |
| 3 | MAK Maribor    | 2 | 0 | 0 | 2 | 0   |                    |

## Półfinał
| Drużyna 1 | Wynik | Drużyna 2      |
| --------- | ----- | -------------- |
| Athletik  | 2–1   | I. SSK Maribor |

## Finał
| Drużyna 1 | Wynik | Drużyna 2 |
| --------- | ----- | --------- |
| Ilirija   | 4–4   | Athletik  |
| Ilirija   | 1–1   | Athletik  |
| Ilirija   | 7–2   | Athletik  |